# Elektronspin-rezonancia
Az elektronspin-rezonancia (rövidítve ESR, angolul Electron Spin Resonance) a spektroszkópiának egy ága. Az anyag fény-abszorpcióját vizsgálja erős mágneses tér jelenlétében. Az ESR hasonló a mágneses magrezonanciához (rövidítve NMR, angolul Nuclear Magnetic Resonance), de ESR esetén az abszorpció az elektronspinek és nem a magspinek rezonanciájának következménye. 

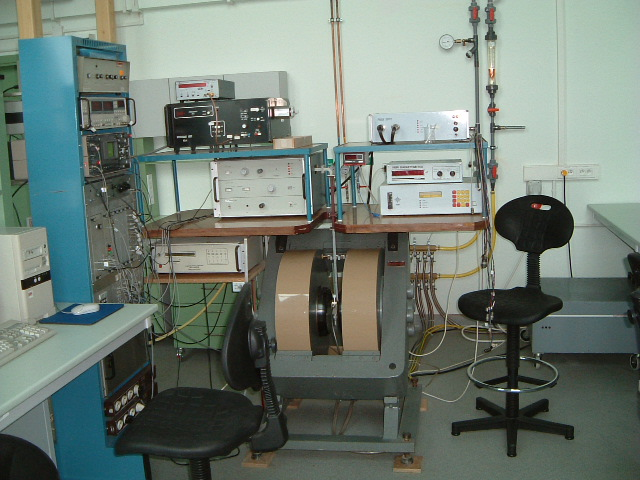
ESR/EPR spektrométer

Az ESR több nagyon hasonló alcsoportra bontható, attól függően, hogy milyen mágneses tulajdonságú elektronspineken történik a megfigyelés.
- A legelterjedtebb az úgynevezett elektron paramágneses rezonancia (EPR, angolul Electron Paramagnetic Resonance). Az EPR általánosan a kémiában és a biológiában használatos, ahol izolált párosítatlan, és így paramágneses spineket vizsgálnak.
- Nagyon tiszta fémeken, illetve szerves vezetőkben megfigyelhető az úgynevezett vezetési elektronspin rezonancia (CESR, angolul Conduction Electron Spin Resonance), ahol a fémek Pauli-szuszceptibilitása mérhető.
- Antiferromágneses anyagokban megfigyelhető az úgynevezett antiferromágneses rezonancia (AFMR, angolul Antiferromagnetic Resonance).
- Ferromágnesesen rendezett anyagokban az úgynevezett ferromágneses rezonancia figyelhető meg (FMR, angolul Ferromagnetic Resonance).

## Története
A jelenséget először Jevgenyij Zavojszkij szovjet fizikus figyelte meg 1944-ben, és párhuzamosan Brebis Bleaney fejlesztette tovább az oxfordi egyetemen.

## Elmélet

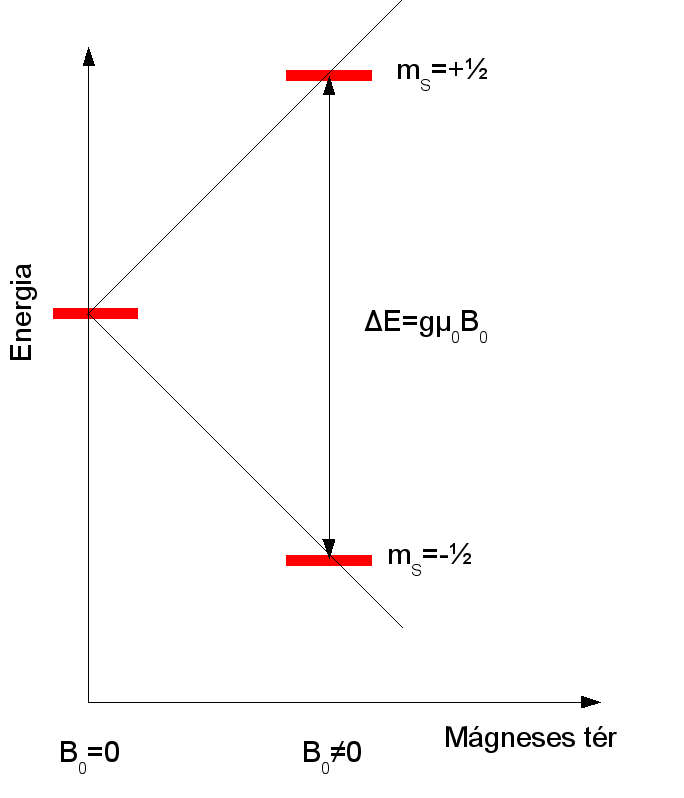
Zeeman-felhasadás energiadiagramja

Az ESR elméletét legegyszerűbben egy külső mágneses térbe {\displaystyle (B_{O})} helyezett feles spinű {\displaystyle (S={\frac {1}{2}})} elektron esetén érthetjük meg. 
A mágneses tér nélkül degenerált {\displaystyle m_{S}=+{\frac {1}{2}}} és {\displaystyle m_{S}=-{\frac {1}{2}}} két spinállapot energiája külső mágneses térben {\displaystyle E_{S}=g\cdot \mu _{B}\cdot B_{0}\cdot m_{S}} úgynevezett Zeeman-hatás kölcsönhatás szerint változik (ahogy a jobb oldali ábrán látszik).
Így a két spinállapot közti enrgiakülönbség {\displaystyle \Delta E=g\cdot \mu _{B}\cdot B_{0}} arányos a külső mágneses térrel. 
Ekkor ha {\displaystyle E=\hbar \omega =g\cdot \mu _{B}\cdot B_{0}} energiájú fénnyel (elektromágneses hullámmal) besugározzuk a rendszert - ami pont a Zeeman energiakülönbségnek felel meg -  a két spinállapot között átmeneteket hozhatunk létre.
Tipikus laboratóriumi mágneses tér {\displaystyle B_{0}=0.3} T így a megfelelö energiájú fény (elektromágneses hullám) frekvenciája {\displaystyle \omega =10}  GHz. 
Az itt leírtak megegyeznek az NMR-nél találtakkal. 
Az egyetlen különbség, hogy a proton mágneses momentuma ezrede az elektron mágneses momentumának, így azonos mágneses térben az abszorpció frekvenciája is ezrede, azaz a MHz tartományba esik.

## Alkalmazások
Kémiai alkalmazása olyan szerves, vagy szervetlen kémiai egyedek esetén elterjedt, amelyekben párosítatlan elektronok vannak jelen, vagyis szabad gyökök és átmenetifémeket tartalmazó szervetlen komplex vegyületek fordulnak elő.
A módszernek különös értéke az, hogy mivel egy vegyületben a párosított elektronok nem rezonálnak, a módszer speciálisan csak az ionokat, illetve komplexeket mutatja ki.